# Wolne dusze
Wolne dusze (ang. A Free Soul) – amerykański film z 1931 roku w reżyserii Clarence’a Browna.

## Obsada
- Norma Shearer jako Jan Ashe
- Leslie Howard jako Dwight Winthrop
- Lionel Barrymore jako Stephen Ashe
- Clark Gable jako Ace Wilfong
- James Gleason as Eddie
- Lucy Beaumont jako babcia Ashe